# Styloleptus variabilis
Styloleptus variabilis är en skalbaggsart som först beskrevs av Fisher 1925.  Styloleptus variabilis ingår i släktet Styloleptus och familjen långhorningar.
Artens utbredningsområde är Kuba. Inga underarter finns listade i Catalogue of Life.